# Чемпионат африканских наций 2022
Чемпионат африканских наций 2022 (англ. 2022 African Nations Championship, араб. 2022 بطولة أمم إفريقيا للمحليين‎, фр. Championnat d'Afrique des nations 2022) — 7-й розыгрыш чемпионата африканских наций, проводимого для национальных сборных, являющихся членами Африканской конфедерации футбола (КАФ) и составленных из игроков, выступающих в своих национальных чемпионатах. Турнир прошёл в Алжире с 13 января по 4 февраля 2023 года.
По сравнению с чемпионатом 2020 года число участников турнира было увеличено с 16 до 18, однако из-за политической напряжённости в алжиро-марокканских отношениях действующие чемпионы из Марокко незадолго до старта снялись с чемпионата.
Впервые в истории чемпионом африканских наций стала сборная Сенегала, в финальном матче обыгравшая в серии послематчевых пенальти хозяев турнира.

## Выборы организаторов
Алжир был официально назван принимающей стороной чемпионата 2022 года на заседании Исполнительного комитета КАФ, состоявшемся в египетском Шарм-эш-Шейхе 29 сентября 2018 года.

## Время проведения
Изначально планировалось, что чемпионат пройдёт с 20 июля по 1 августа 2022 года. Однако из-за вызванных пандемией COVID-19 переносов чемпионата африканских наций 2020 и Кубка африканских наций 2021 соответственно на 2021 и 2022 годы и ранее запланированного на ноябрь—декабрь 2022 года чемпионата мира, на заседании Исполнительного комитета КАФ, состоявшемся 10 сентября 2020 года, было принято решение о переносе турнира на начало 2023 года.

## Отборочный турнир
По регламенту в финальную часть чемпионата африканских наций квалифицировались по 3 команды от каждой из региональных федераций КАФ (6 — от ВАФУ, по 3 от каждой его зоны). Жеребьёвка отборочного турнира прошла 26 мая 2022 года в Каире.
Отборочные матчи прошли с 22 июля по 4 сентября 2022 года.

### Квалифицировались в финальный турнир
| Сборная          | Зона КАФ                                | Способ квалификации                                | Участие | Подряд | В последний раз | Лучший результат                              |
| ---------------- | --------------------------------------- | -------------------------------------------------- | ------- | ------ | --------------- | --------------------------------------------- |
| Алжир            | УНАФ (Северная Африка)                  | Организатор                                        | 2       | 1      | 2011            | 4-е место (2011)                              |
| Ливия            | УНАФ (Северная Африка)                  | Без отбора                                         | 5       | 3      | 2020            | Чемпионы (2014)                               |
| Марокко          | УНАФ (Северная Африка)                  | Без отбора                                         | 5       | 5      | 2020            | Чемпионы (2018, 2020)                         |
| Мавритания       | ВАФУ, зона «A» (Западная Африка)        | Победители 2-го отборочного раунда в зоне «A» ВАФУ | 3       | 1      | 2018            | Групповой этап (2014, 2018)                   |
| Мали             | ВАФУ, зона «A» (Западная Африка)        | Победители 2-го отборочного раунда в зоне «A» ВАФУ | 5       | 2      | 2020            | 2-е место (2016, 2020)                        |
| Сенегал          | ВАФУ, зона «A» (Западная Африка)        | Победители 2-го отборочного раунда в зоне «A» ВАФУ | 3       | 1      | 2011            | 4-е место (2009)                              |
| Гана             | ВАФУ, зона «B» (Западная Африка)        | Победители 2-го отборочного раунда в зоне «B» ВАФУ | 4       | 1      | 2014            | 2-е место (2009, 2014)                        |
| Кот-д’Ивуар      | ВАФУ, зона «B» (Западная Африка)        | Победители 2-го отборочного раунда в зоне «B» ВАФУ | 5       | 1      | 2018            | 3-е место (2016)                              |
| Нигер            | ВАФУ, зона «B» (Западная Африка)        | Победители 2-го отборочного раунда в зоне «B» ВАФУ | 4       | 2      | 2020            | Четвертьфинал (2011)                          |
| Камерун          | УНИФФАК (Центральная Африка)            | Победители зоны УНИФФАК                            | 5       | 4      | 2020            | 4-е место (2020)                              |
| ДР Конго         | УНИФФАК (Центральная Африка)            | Победители зоны УНИФФАК                            | 6       | 2      | 2020            | Чемпионы (2009, 2016)                         |
| Республика Конго | УНИФФАК (Центральная Африка)            | Победители зоны УНИФФАК                            | 4       | 3      | 2020            | Четвертьфинал (2018, 2020)                    |
| Судан            | КЕСАФА (Восточная и Центральная Африка) | Победители 2-го отборочного раунда в зоне КЕСАФА   | 3       | 1      | 2018            | 3-е место (2011, 2018)                        |
| Уганда           | КЕСАФА (Восточная и Центральная Африка) | Победители 2-го отборочного раунда в зоне КЕСАФА   | 6       | 6      | 2020            | Групповой этап (2011, 2014, 2016, 2018, 2020) |
| Эфиопия          | КЕСАФА (Восточная и Центральная Африка) | Победители 2-го отборочного раунда в зоне КЕСАФА   | 3       | 1      | 2016            | Групповой этап (2014, 2016)                   |
| Ангола           | КОСАФА (Южная Африка)                   | Победители 2-го отборочного раунда в зоне КОСАФА   | 4       | 1      | 2018            | 2-е место (2011)                              |
| Мадагаскар       | КОСАФА (Южная Африка)                   | Победители 2-го отборочного раунда в зоне КОСАФА   | Дебют   | Дебют  | Дебют           | Дебют                                         |
| Мозамбик         | КОСАФА (Южная Африка)                   | Победители 2-го отборочного раунда в зоне КОСАФА   | 2       | 1      | 2014            | Групповой этап (2014)                         |

1. ↑  Членами УНАФ являются 5 стран Северной Африки: сборная Алжира без отбора попала на чемпионат как принимающая сторона, команды Египта и Туниса ещё до начала жеребьёвки отборочного турнира отказались от участия в соревновании, поэтому вакантные 2 места от УНАФ автоматически достались Марокко и Ливии, а сам отборочный турнир в этой зоне был упразднён.
2. ↑  31 августа 2022 года Королевская марокканская футбольная федерация распустила национальную сборную, составленную из игроков чемпионата Марокко; предполагалось, что на турнире выступит сборная из игроков до 23 лет[16]. Однако 12 января 2023 года команда объявила о своём отказе от участия в турнире после того, как принимающая сторона — Алжир — отказалась разрешить ей прямой рейс из Рабата в Константину бортом марокканской авиакомпании «Royal Air Maroc»[5][6].

## Места проведения
| Нельсон Мандела     | Милуд Хадефи        |
| Вместимость: 40 784 | Вместимость: 40 143 |
|                     |                     |
| Константина         | Аннаба              |
| Шахид Хамлауи       | 19 мая 1956 года    |
| Вместимость: 22 986 | Вместимость: 58 100 |
|                     |                     |

## Жеребьёвка
Жеребьёвка финального турнира состоялась 1 октября 2022 года в здании Алжирской оперы.
Две сеяные команды — сборная Алжира (принимающая турнир страна) и сборная Марокко (чемпион 2020 года) — автоматически получили места A1 в группе A и C1 в группе C соответсвенно. Остальные 16 команд были распределены по трём корзинам в соответсвии с результатами, показанными на предыдущих четырёх чемпионатах: чемпиону начислялись 7 очков, финалисту — 5, полуфиналистам — 3, четвертьфиналистам — 2, не вышедшим из групп командам — 1; назначенные очки умножались на 4 для результатов, показанных в 2020 году, на 3 — за 2018 год, на 2 — за 2016 год, на 1 — за 2014 год.
| Сеяные               | Сеяные |
| Команда              | Очки   |
| -------------------- | ------ |
| Алжир (хозяева) — A1 | 0      |
| Марокко — C1         | 53     |

| Корзина 1 | Корзина 1 |
| Команда   | Очки      |
| --------- | --------- |
| Мали      | 32        |
| Камерун   | 24        |
| ДР Конго  | 20        |

| Корзина 2        | Корзина 2 |
| Команда          | Очки      |
| ---------------- | --------- |
| Республика Конго | 19        |
| Ливия            | 15        |
| Уганда           | 12        |
| Ангола           | 10        |
| Судан            | 9         |

| Корзина 3   | Корзина 3 |
| Команда     | Очки      |
| ----------- | --------- |
| Нигер       | 8         |
| Кот-д’Ивуар | 6         |
| Мавритания  | 5         |
| Эфиопия     | 4         |
| Сенегал     | 3         |
| Гана        | 1         |
| Мозамбик    | 0         |
| Мадагаскар  | 0         |

Команды из корзины 1 получали места B1, D1 и E1; из корзины 2 — A2…E2; из корзины 3 — A3…E3 и A4…C4. По итогам жеребьёвки были сформированы 5 групп: по 4 сборных в группах A, B и C и по 3 сборных — в группах D и E.

## Групповой этап
По итогам группового этапа в плей-офф турнира выходили по 2 лучших команды из групп A, B и C (группы по 4 команды), а также победители групп D и E (группы по 3 команды).

### Группа A
| Поз | Команда   | И | В | Н | П | МЗ | МП | РМ | О | Квалификация     |
| --- | --------- | - | - | - | - | -- | -- | -- | - | ---------------- |
| 1   | Алжир (Х) | 3 | 3 | 0 | 0 | 3  | 0  | +3 | 9 | Выход в плей-офф |
| 2   | Мозамбик  | 3 | 1 | 1 | 1 | 3  | 3  | 0  | 4 | Выход в плей-офф |
| 3   | Ливия     | 3 | 1 | 0 | 2 | 5  | 5  | 0  | 3 |                  |
| 4   | Эфиопия   | 3 | 0 | 1 | 2 | 1  | 4  | −3 | 1 |                  |

| Алжир               | 1:0     | Ливия |
| ------------------- | ------- | ----- |
| - Махиус 57′ (пен.) | (отчёт) |       |

| Эфиопия | 0:0     | Мозамбик |
| ------- | ------- | -------- |
|         | (отчёт) |          |

| Мозамбик                              | 3:2     | Ливия                           |
| ------------------------------------- | ------- | ------------------------------- |
| - Мелке 78′ - Нене 80′ - Лау Кинг 85′ | (отчёт) | - Чико 23′ (авт.) - Салту 90+3′ |

| Алжир        | 1:0     | Эфиопия |
| ------------ | ------- | ------- |
| - Махиус 52′ | (отчёт) |         |

| Мозамбик | 0:1     | Алжир       |
| -------- | ------- | ----------- |
|          | (отчёт) | - Дехири 7′ |

| Ливия                                        | 3:1     | Эфиопия            |
| -------------------------------------------- | ------- | ------------------ |
| - Абу Аркуб 44′ - Аль-Аббаси 50′ - Салту 78′ | (отчёт) | - Паном 39′ (пен.) |

### Группа B
| Поз | Команда     | И | В | Н | П | МЗ | МП | РМ | О | Квалификация     |
| --- | ----------- | - | - | - | - | -- | -- | -- | - | ---------------- |
| 1   | Сенегал     | 3 | 2 | 0 | 1 | 4  | 1  | +3 | 6 | Выход в плей-офф |
| 2   | Кот-д’Ивуар | 3 | 1 | 1 | 1 | 3  | 2  | +1 | 4 | Выход в плей-офф |
| 3   | Уганда      | 3 | 1 | 1 | 1 | 2  | 3  | −1 | 4 |                  |
| 4   | ДР Конго    | 3 | 0 | 2 | 1 | 0  | 3  | −3 | 2 |                  |

| ДР Конго | 0:0     | Уганда |
| -------- | ------- | ------ |
|          | (отчёт) |        |

| Кот-д’Ивуар | 0:1     | Сенегал         |
| ----------- | ------- | --------------- |
|             | (отчёт) | - М. Ндиайе 80′ |

| ДР Конго | 0:0     | Кот-д’Ивуар |
| -------- | ------- | ----------- |
|          | (отчёт) |             |

| Сенегал | 0:1     | Уганда       |
| ------- | ------- | ------------ |
|         | (отчёт) | - Кариса 33′ |

| Сенегал                                    | 3:0     | ДР Конго |
| ------------------------------------------ | ------- | -------- |
| - Диуф 23′ - Диалло 74′ - Сиади 77′ (авт.) | (отчёт) |          |

| Уганда              | 1:3     | Кот-д’Ивуар                            |
| ------------------- | ------- | -------------------------------------- |
| - Вайсва 34′ (пен.) | (отчёт) | - Карамоко 12′ - Уотро 27′ - Куаме 78′ |

### Группа C
| Поз | Команда    | И | В | Н | П | МЗ | МП | РМ | О | Квалификация     |
| --- | ---------- | - | - | - | - | -- | -- | -- | - | ---------------- |
| 1   | Мадагаскар | 3 | 3 | 0 | 0 | 8  | 1  | +7 | 9 | Выход в плей-офф |
| 2   | Гана       | 3 | 2 | 0 | 1 | 7  | 3  | +4 | 6 | Выход в плей-офф |
| 3   | Судан      | 3 | 1 | 0 | 2 | 4  | 6  | −2 | 3 |                  |
| 4   | Марокко    | 3 | 0 | 0 | 3 | 0  | 9  | −9 | 0 | Отказ от участия |

1. ↑  После отказа сборной Марокко от участия в турнире во всех трёх матчах группового этапа ей были назначены технические поражения со счётом 0:3.

| Марокко | 0:3 (отменён) | Судан |
| ------- | ------------- | ----- |
|         | (отчёт)       |       |

| Мадагаскар                                  | 2:1     | Гана           |
| ------------------------------------------- | ------- | -------------- |
| - Разафиндранаиво 10′ - Рандриациферана 62′ | (отчёт) | - Агьяпонг 68′ |

| Марокко | 0:3 (отменён) | Мадагаскар |
| ------- | ------------- | ---------- |
|         | (отчёт)       |            |

| Гана                                           | 3:1     | Судан          |
| ---------------------------------------------- | ------- | -------------- |
| - Ядом 45+3′ - Африйе 65′ (пен.) - Сурай 90+8′ | (отчёт) | - Агьяпонг 68′ |

| Гана | 3:0 (отменён) | Марокко |
| ---- | ------------- | ------- |
|      | (отчёт)       |         |

| Судан | 0:3     | Мадагаскар                                                       |
| ----- | ------- | ---------------------------------------------------------------- |
|       | (отчёт) | - Рандриациферана 13′ - Разафиндранаиво 30′ - Рафаномезанцоа 33′ |

1. ↑  Изначально матч Судана и Мадагаскара должен был пройти в Оране на стадионе «Милуд Хадефи», но после отказа от участия в турнире сборной Марокко был перенесён в Константину на «Шахид Хамлауи».

### Группа D
| Поз | Команда    | И | В | Н | П | МЗ | МП | РМ | О | Квалификация     |
| --- | ---------- | - | - | - | - | -- | -- | -- | - | ---------------- |
| 1   | Мавритания | 2 | 1 | 1 | 0 | 1  | 0  | +1 | 4 | Выход в плей-офф |
| 2   | Ангола     | 2 | 0 | 2 | 0 | 3  | 3  | 0  | 2 |                  |
| 3   | Мали       | 2 | 0 | 1 | 1 | 3  | 4  | −1 | 1 |                  |

| Мали                                      | 3:3     | Ангола                         |
| ----------------------------------------- | ------- | ------------------------------ |
| - Синайоко 23′ - Диаби 79′ - Кулибали 83′ | (отчёт) | - Депу 12′, 26′ - Жилберту 72′ |

| Ангола | 0:0     | Мавритания |
| ------ | ------- | ---------- |
|        | (отчёт) |            |

| Мавритания | 1:0     | Мали |
| ---------- | ------- | ---- |
| - Си 53′   | (отчёт) |      |

### Группа E
| Поз | Команда          | И | В | Н | П | МЗ | МП | РМ | О | Квалификация     |
| --- | ---------------- | - | - | - | - | -- | -- | -- | - | ---------------- |
| 1   | Нигер            | 2 | 1 | 1 | 0 | 1  | 0  | +1 | 4 | Выход в плей-офф |
| 2   | Камерун          | 2 | 1 | 0 | 1 | 1  | 1  | 0  | 3 |                  |
| 3   | Республика Конго | 2 | 0 | 1 | 1 | 0  | 1  | −1 | 1 |                  |

| Камерун       | 1:0     | Республика Конго |
| ------------- | ------- | ---------------- |
| - Мбекели 63′ | (отчёт) |                  |

| Республика Конго | 0:0     | Нигер |
| ---------------- | ------- | ----- |
|                  | (отчёт) |       |

| Нигер           | 1:0     | Камерун |
| --------------- | ------- | ------- |
| - Бадамасси 69′ | (отчёт) |         |

## Плей-офф

### Сетка
|  | Четвертьфиналы          | Четвертьфиналы    |                   |       | Полуфиналы        | Полуфиналы        |  |  | Финал | Финал |
|  |                         |                   |                   |       |                   |                   |  |  |       |       |
|  | 27 января – Алжир       |                   |                   |       |                   |                   |  |  |       |       |
|  |                         |                   |                   |       |                   |                   |  |  |       |       |
|  | Алжир                   | 1                 |                   |       |                   |                   |  |  |       |       |
|  | Алжир                   | 1                 | 31 января – Оран  |       |                   |                   |  |  |       |       |
|  | Кот-д’Ивуар             | 0                 |                   |       |                   |                   |  |  |       |       |
|  | Кот-д’Ивуар             | 0                 | Алжир             | 5     |                   |                   |  |  |       |       |
|  | 28 января – Оран        |                   | Алжир             | 5     |                   |                   |  |  |       |       |
|  |                         | Нигер             | 0                 |       |                   |                   |  |  |       |       |
|  | Нигер                   | Нигер             | 0                 | 2     |                   |                   |  |  |       |       |
|  | Нигер                   |                   | 4 февраля – Алжир | 2     |                   |                   |  |  |       |       |
|  | Гана                    | 0                 |                   |       |                   |                   |  |  |       |       |
|  | Гана                    | 0                 | Алжир             | 0 (4) |                   |                   |  |  |       |       |
|  | 27 января – Аннаба      |                   | Алжир             | 0 (4) |                   |                   |  |  |       |       |
|  |                         | Сенегал (пен.)    | 0 (5)             |       |                   |                   |  |  |       |       |
|  | Сенегал                 | Сенегал (пен.)    | 0 (5)             | 1     |                   |                   |  |  |       |       |
|  | Сенегал                 | 31 января – Алжир |                   | 1     |                   |                   |  |  |       |       |
|  | Мавритания              | 0                 |                   |       |                   |                   |  |  |       |       |
|  | Мавритания              | 0                 | Сенегал           | 1     |                   |                   |  |  |       |       |
|  | 28 января – Константина |                   | Сенегал           | 1     |                   |                   |  |  |       |       |
|  |                         | Мадагаскар        | 0                 |       | Матч за 3-е место | Матч за 3-е место |  |  |       |       |
|  | Мадагаскар              | Мадагаскар        | 0                 | 3     | Матч за 3-е место | Матч за 3-е место |  |  |       |       |
|  | Мадагаскар              |                   | 3 февраля – Оран  | 3     |                   |                   |  |  |       |       |
|  | Мозамбик                | 1                 |                   |       |                   |                   |  |  |       |       |
|  | Мозамбик                | 1                 | Нигер             | 0     |                   |                   |  |  |       |       |
|  |                         |                   |                   |       |                   |                   |  |  |       |       |
|  | Мадагаскар              | 1                 |                   |       |                   |                   |  |  |       |       |
|  | Мадагаскар              | 1                 |                   |       |                   |                   |  |  |       |       |

### Четвертьфиналы
| Алжир                 | 1:0     | Кот-д’Ивуар |
| --------------------- | ------- | ----------- |
| - Махиус 90+6′ (пен.) | (отчёт) |             |

| Сенегал             | 1:0     | Мавритания |
| ------------------- | ------- | ---------- |
| - Камара 34′ (пен.) | (отчёт) |            |

| Мадагаскар                                                      | 3:1     | Мозамбик     |
| --------------------------------------------------------------- | ------- | ------------ |
| - Разафиндранаиво 18′ - Разафиндракото 67′ - Равеломаманцоа 86′ | (отчёт) | - Исак 90+4′ |

| Нигер                             | 2:0     | Гана |
| --------------------------------- | ------- | ---- |
| - Ядом 11′ (авт.) - Хайникойе 49′ | (отчёт) |      |

### Полуфиналы
| Алжир                                                               | 5:0     | Нигер |
| ------------------------------------------------------------------- | ------- | ----- |
| - Абделлауи 15′ - Махиус 24′, 34′ - Каткоре 45′ (авт.) - Баязид 83′ | (отчёт) |       |

| Сенегал     | 1:0     | Мадагаскар |
| ----------- | ------- | ---------- |
| - Диалло 5′ | (отчёт) |            |

### Матч за 3-е место
| Нигер | 0:1     | Мадагаскар           |
| ----- | ------- | -------------------- |
|       | (отчёт) | - Разафиндракото 90′ |

### Финал
| Алжир                                                 | 0:0 (доп. вр.) | Сенегал                                                     |
| ----------------------------------------------------- | -------------- | ----------------------------------------------------------- |
|                                                       | (отчёт)        |                                                             |
| Пенальти                                              |                |                                                             |
| - Джанит - Драуи - Баязид - Лауафи - Махиус - Кендуси | 4:5            | - Бальде - М. Ндиайе - Канте - Ш. Ндиайе - Камара - У. Диуф |

## Бомбардиры
5 голов
- Аймен Махиус

3 гола
- Колоина Разафиндранаиво

2 гола
- Депу
- Анис Салту
- Жан-Ив Разафиндракото
- Цири Рандриациферана
- Пап Диалло

1 гол
- 33 игрока

Автоголы
- 4 игрока

## Награды
- Лучший игрок:  Хуссем Мрезиг[19]
- Лучший бомбардир:  Аймен Махиус[20] (5 мячей)
- Лучший вратарь:  Пап Си[21]
- Лучший тренер:  Пап Тьяв[22] ( Сенегал)
- Награда фейр-плей:  Сенегал[23]
- Символическая сборная[24]:

| Вратарь | Защитники                                          | Полузащитники                                         | Нападающие                                       |
| ------- | -------------------------------------------------- | ----------------------------------------------------- | ------------------------------------------------ |
| Пап Си  | Мамаду Сане Аюб Абделлауи Шуаиб Кеддад Шейк Сидибе | Ламин Камара Хуссем Мрезиг Арухасина Андрианариманана | Колоина Разафиндранаиво Папа Диалло Аймен Махиус |